# Abdullah Abdurahman
Abdullah Abdurahman (Wellington, 18 december 1872 - Kaapstad, 20 februari 1940) was een Zuid-Afrikaans arts en politicus. Hij was de eerste prominente kleurling in de Zuid-Afrikaanse politiek en zette zich in voor de rechten van de kleurlingengemeenschap in Zuid-Afrika.

## Biografie
Abdurahman kwam uit een gerespecteerde Kaap-Maleisische familie uit de Kaapkolonie. Hij werd onderwezen aan een missieschool in Wellington en vertrok in 1888 naar Schotland om te studeren aan de Universiteit van Glasgow. Aldaar behaalde hij in 1893 zijn diploma geneeskunde en in 1895 keerde hij terug naar Zuid-Afrika, waar hij zijn eigen succesvolle praktijk begon. In 1904 werd hij als eerste kleuring verkozen tot gemeenteraadslid van Kaapstad. Hij behield zijn zetel tot aan zijn dood in 1940.
In 1902 sloot hij zich aan bij de African People's Organisation (APO), een organisatie die zich inzette voor de rechten van kleuringen. In 1905 werd hij tot voorzitter verkozen. Onder zijn leiding groeide de organisatie aanzienlijk en sinds 1910 was het veruit de grootste organisatie van de Zuid-Afrikaanse kleurlingen. Daarnaast werkte hij samen met Mohandas Gandhi aan de rechten van de Indiërs in Zuid-Afrika. Sinds 1914 had hij ook een zetel in de provincieraad van de Kaapprovincie en in 1923 werd hij voorzitter van het invloedrijke comité voor de aanleg van wegen en riolering.
Abdurahman overleed in 1940 in Kaapstad.
- Gemeinsame Normdatei: 173638074
- International Standard Name Identifier: 0000 0000 4598 9490
- Library of Congress Control Number: no2003010733
- Nederlandse Thesaurus van Auteursnamen: 274421372
- SNAC: w6767ks2
- Virtual International Authority File: 26745554
- WorldCat: E39PBJtX486DXTD33fkbDF8Hmd